# 裂瓣小檗
裂瓣小檗（学名：Berberis obovatifolia）是小檗科小檗属的植物，为中国的特有植物。分布于中国大陆的西藏等地，生长于海拔3,900米的地区，多生长于山地流水旁，目前尚未由人工引种栽培。